# Sendražice (Kolín)
Sendražice (oficiálně Kolín-Sendražice) je část města Kolín v okrese Kolín. Nachází se na severu Kolína, za průmyslovou zónou na Zálabí. Částí města protéká Hluboký potok. Prochází zde silnice II/125. Sendražice leží v katastrálním území Sendražice u Kolína o rozloze 6,09 km².

## Historie
První písemná zmínka o vesnici pochází z roku 1340.
V obci Sendražice (přísl. Františkov, tehdy samostatná obec s 1551 obyvateli, se až později stala součástí Kolína) byly v roce 1932 evidovány tyto živnosti a obchody: 2 holiči, 4 hostince, jednatelství, kolář, obuvník, pekař, 2 rolníci, 3 řezníci, sedlář, 8 obchodů se smíšeným zbožím, 2 sběrny starého materiálu, 2 trafiky, truhlář, velkostatek, zahradnictví, zámečník. Působil zde i sbor dobrovolných hasičů.

## Doprava
Dopravní síť
- Pozemní komunikace – Územím obce prochází silnice II/125 Mladá Vožice - Vlašim - Uhlířské Janovice - Kolín - Velký Osek - napojení na dálnice D11
- Železnice – Železniční trať ani stanice na území obce nejsou. Nejbližší železniční zastávkou je Kolín-Zálabí ve vzdálenosti 3 km ležící na trati 231 z Kolína do Nymburku, nepočítaje zastávku Kolínské řepařské drážky Kolín-Sendražice, nebo (?U Hřbitova?- v plánu Klubu pro obnovu Kolínské řepařské drážky), která je v nedaleko obce.

Veřejná doprava 2011
- Autobusová doprava – Obec je v obvodu MAD Kolín. Zastávky Rozcestí 0,2, Jednota, Sendražice, Sendražice II a U Vrby obsluhují ve všedních dnech linky 1 a 11, o víkendech pak linka 10. Zastávka Rozcestí 0,2 je umístěna při silnici II/125 po které jezdí linky 6 a 9 do nedaleké automobilky T.P.C.A. a též ji obsluhují linky OAD Kolín.

## Pamětihodnosti
- Kolínská řepařská drážka: postavená v roce 1894 byla nejstarší řepařskou drážkou v Čechách. Fungovala téměř sedmdesát let, v šedesátých letech 20. století byla zrušena. Od roku 2005 je postupně po etapách obnovována sdružením Klub pro obnovu Kolínské řepařské drážky. Úzkokolejka nyní začíná právě v Sendražicích (původně začínala již v cukrovaru Kolín), zdejší nádražní budova současně slouží jako informační centrum. Od roku 2011 tuto dráhu doplňuje též naučná stezka nazvaná Za historií řepařské drážky a okolí.
- Areál statku z roku 1882 se špýcharem.
- Litinový křížek na kamenném podstavci (u staré školy).
- Památník obětem první a druhé světové války (u školy).

## Fotogalerie

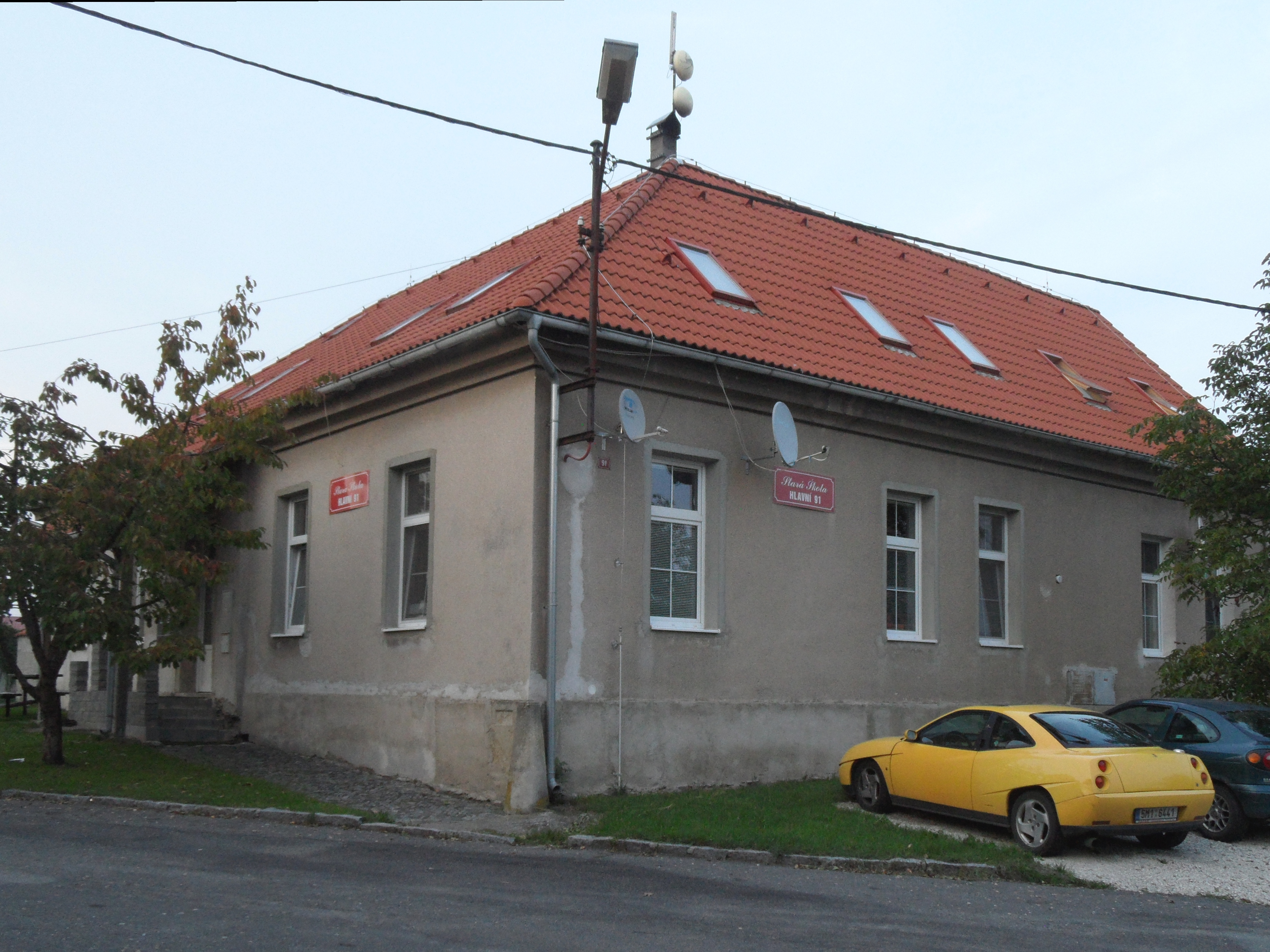
Stará škola
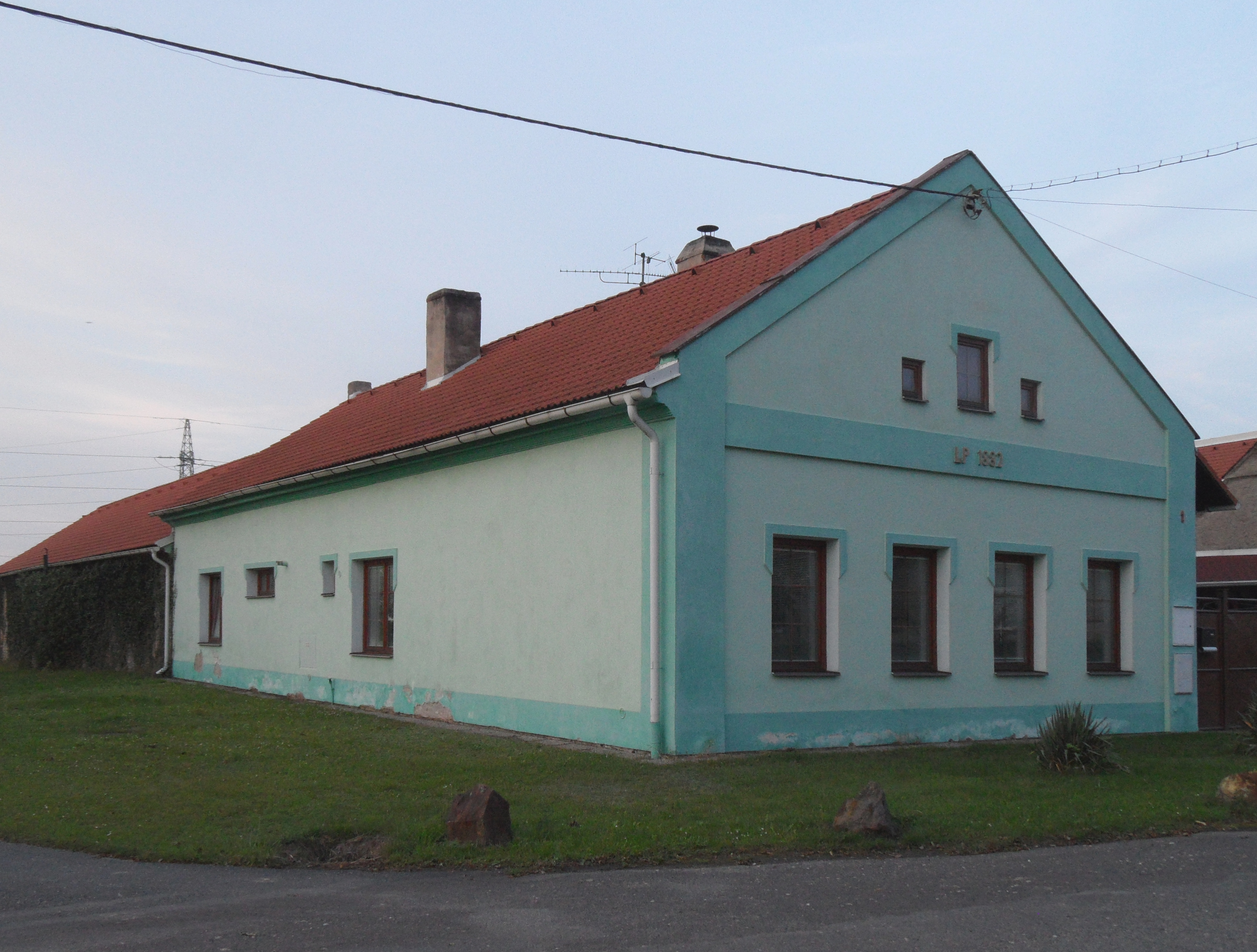
Statek z roku 1882
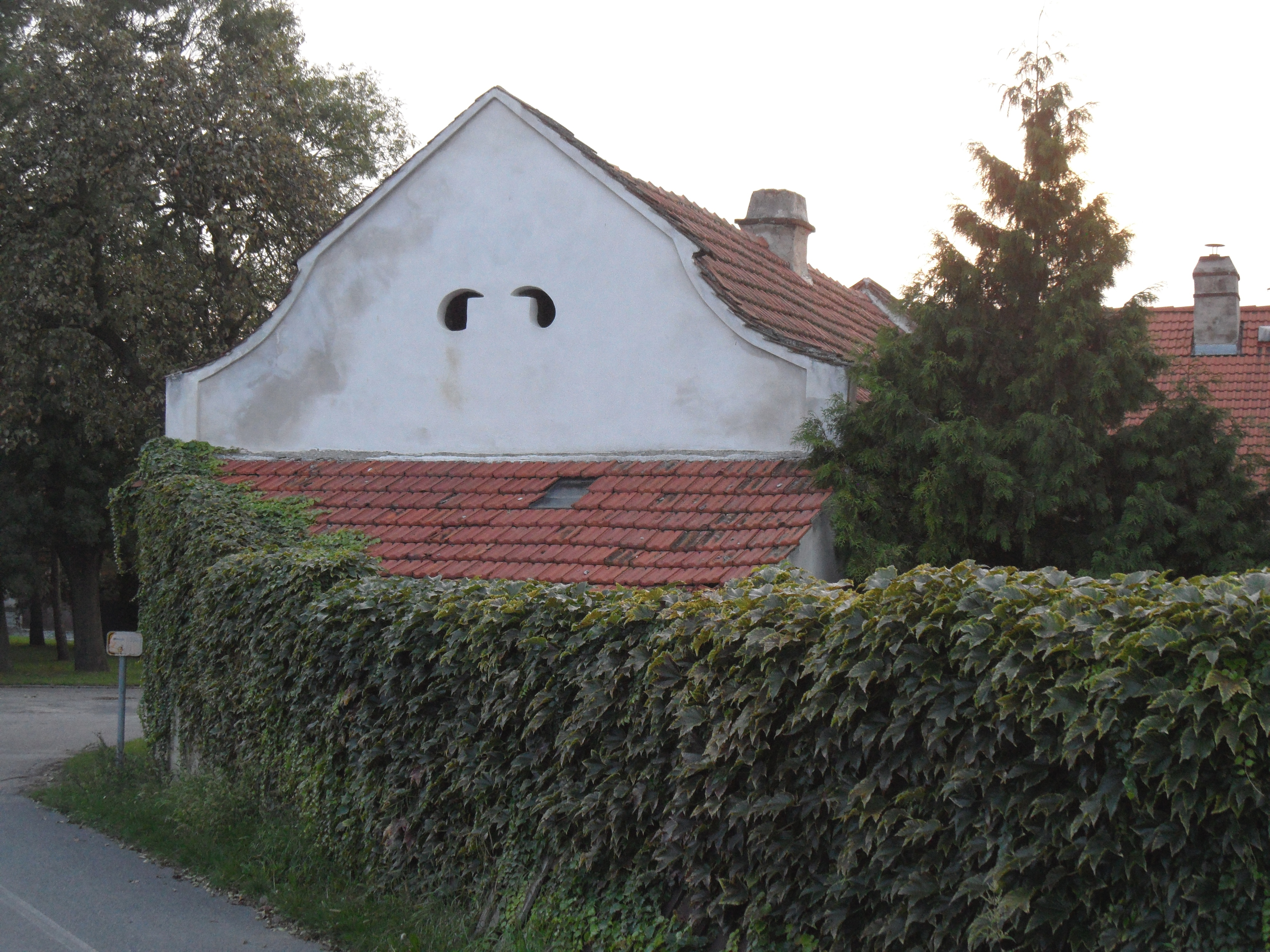
Špýchar patřící ke statku
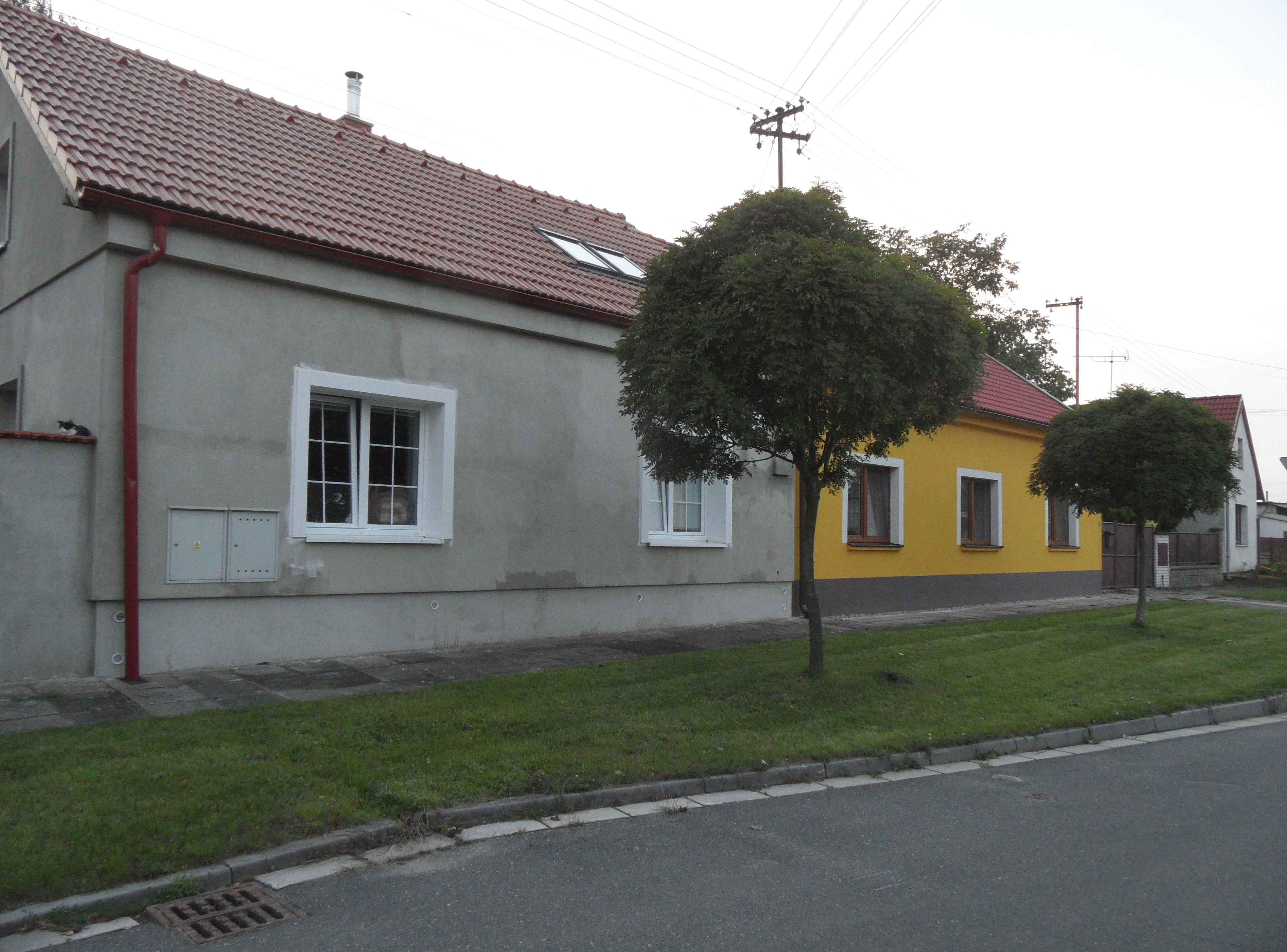
Domy v ulici Nová
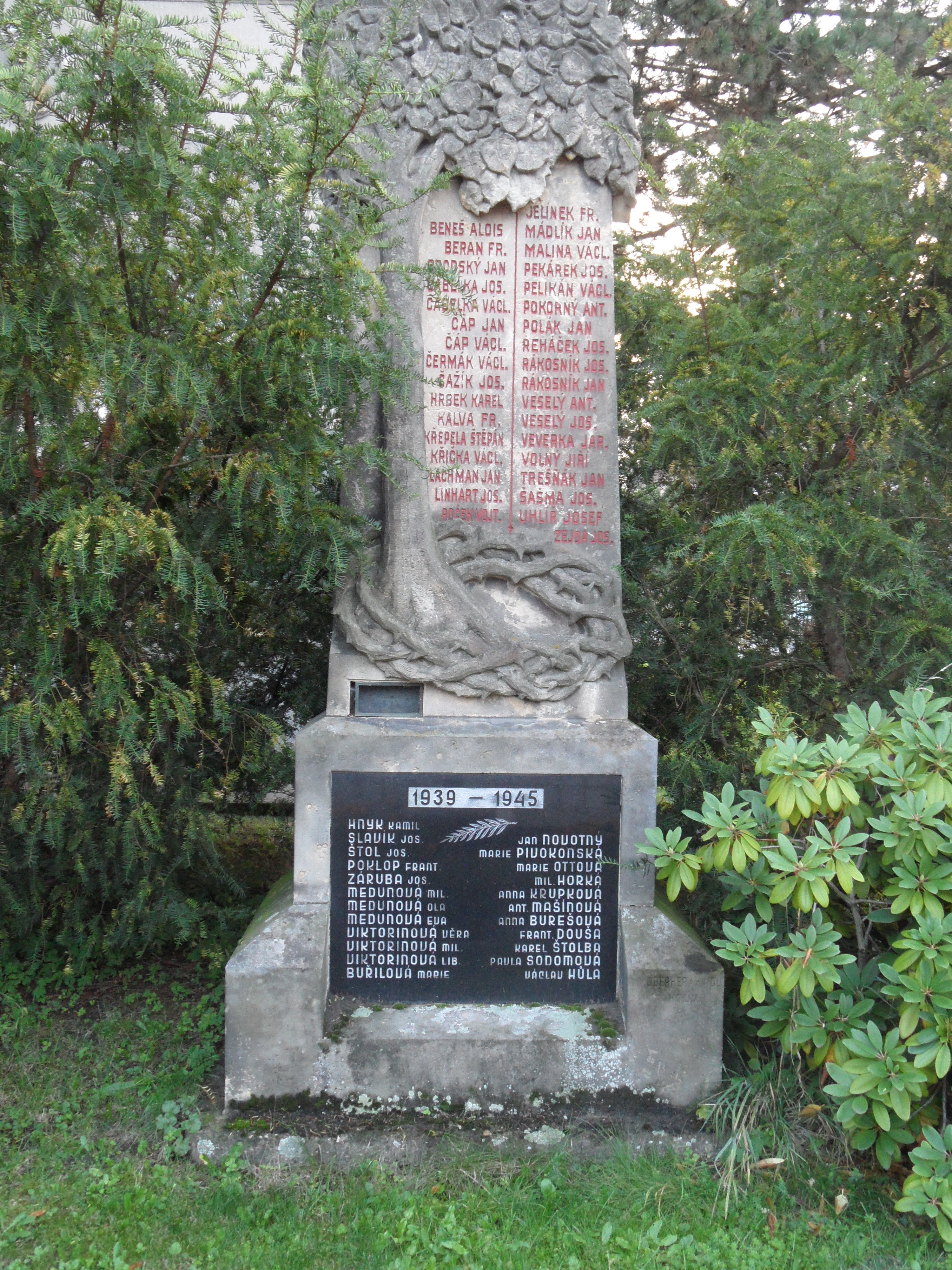
Památník obětem první a druhé světové války
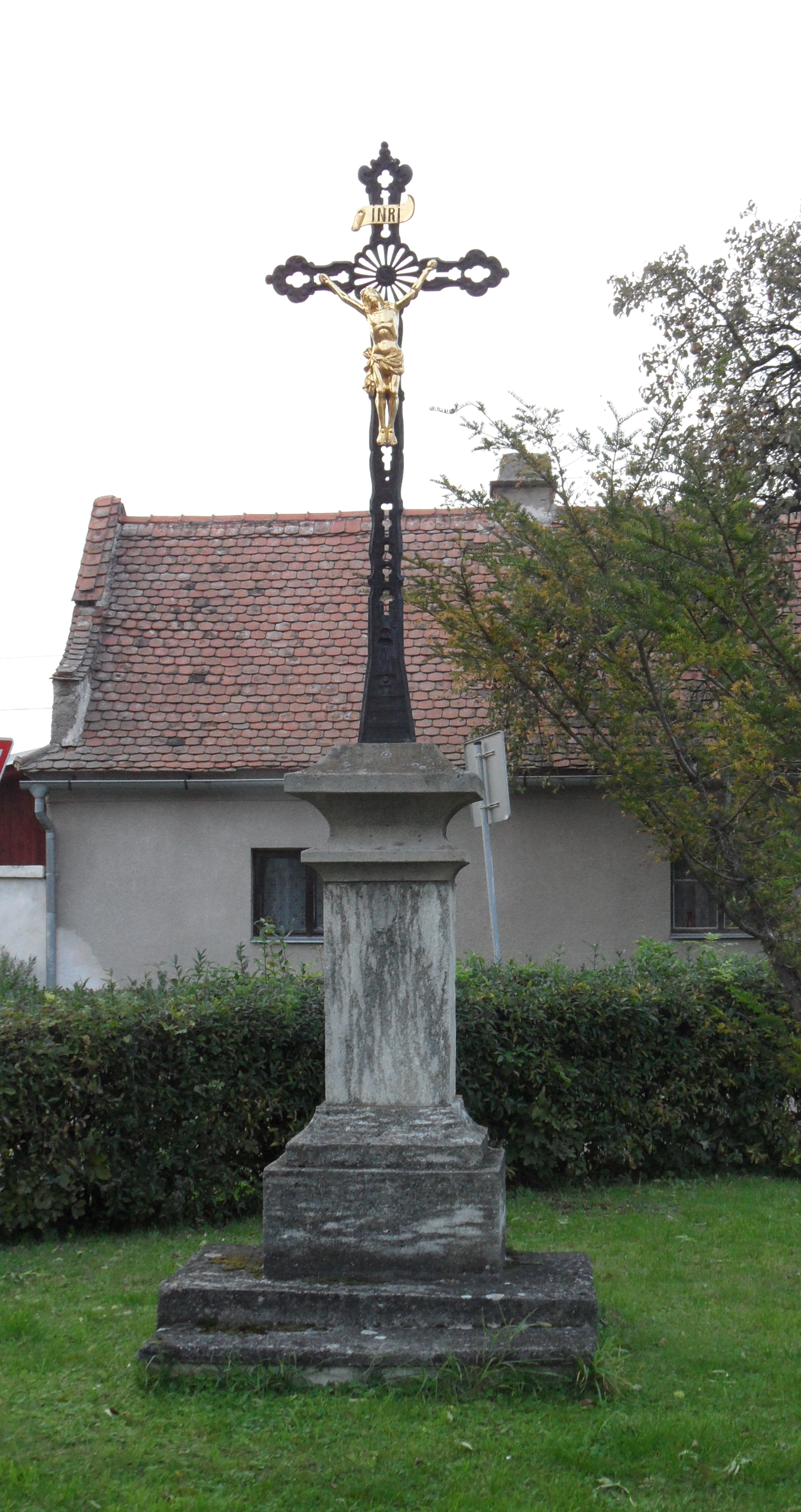
Křížek (u staré školy)